# شيلشالفورن
شيلشالفورن (بالإنجليزية: Chilchalphorn)‏ هو أحد جبال سلسلة جبال الألب ليبونتيني وجزء من القمة الأم فانيلورن يقع في كانتون غراوبوندن، سويسرا. يبلغ ارتفاع الجبل حوالي 3040 متر، بينما يبلغ ارتفاع نتوء الجبل 192 متر.